# Limpio
Limpio è una città del Paraguay, situata nel dipartimento Central a 23 km dalla capitale del paese Asunción; è uno dei municipi che costituiscono l'agglomerato urbano chiamato Grande Asunción.

## Popolazione
Al censimento del 2002 Limpio contava una popolazione urbana di 73.158 abitanti. Il distretto è privo di zona rurale.

## Storia

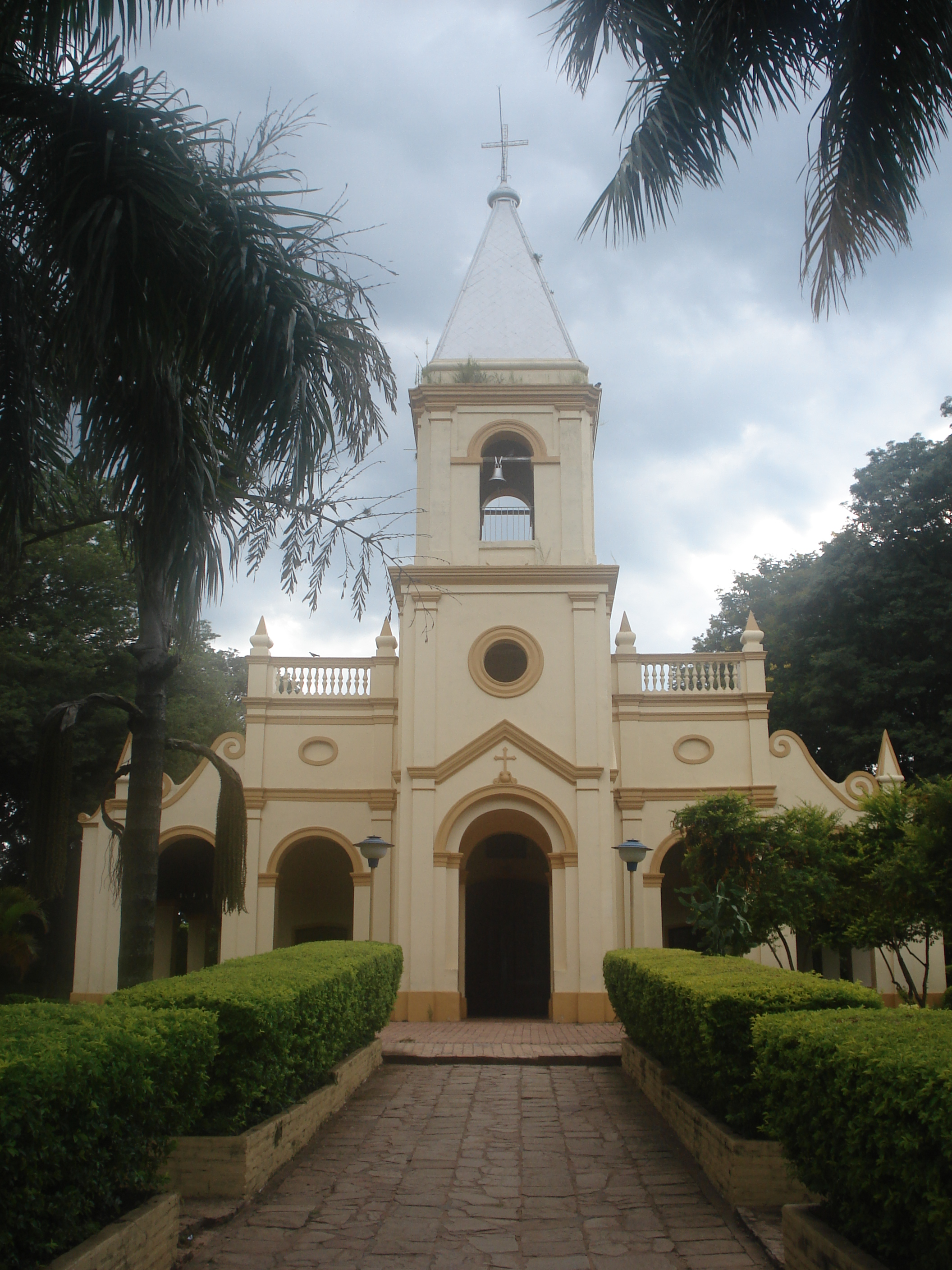
Chiesa di Limpio

Prima della conquista spagnola il territorio distrettuale era la sede di uno dei primi insediamenti umani in Paraguay, costituito dagli indigeni Carios, appartenenti al gruppo linguistico dei guaraní; il luogo era chiamato Tapu'a. Nel 1785 il frate francescano Luis de Bolaños vi fondò una cappella chiamata San José de los Campos Limpios de Tapuá.
Alla fine del XX secolo il fenomeno dell'inurbamento dei contadini nella capitale accelerò lo sviluppo demografico di Limpio, scelta per la sua vicinanza ad Asunción e per i bassi prezzi dei terreni.